# Kanton La Malepère à la Montagne Noire
La Malepère à la Montagne Noire (tot 2015 kanton Montréal) is een kanton van het Franse departement Aude. Het kanton maakt deel uit van het arrondissement Carcassonne.
De naam werd gewijzigd bij decreet van 24 december 2015, met uitwerking op 1 januari 2016.

## Gemeenten
Het kanton Montréal omvatte tot 2014 de volgende 9 gemeenten:
- Alairac
- Arzens
- Lavalette
- Montclar
- Montréal (hoofdplaats)
- Preixan
- Rouffiac-d'Aude
- Roullens
- Villeneuve-lès-Montréal

Na de herindeling van de kantons bij toepassing van het decreet van 21 februari 2014 , met uitwerking op 22 maart 2015, omvat het kanton volgende 27 gemeenten :
- Alzonne
- Arzens
- Brousses-et-Villaret
- Les Brunels
- Carlipa
- Caux-et-Sauzens
- Cenne-Monestiés
- Cuxac-Cabardès
- Fontiers-Cabardès
- Fraisse-Cabardès
- Labécède-Lauragais
- Lacombe
- Laprade
- Montolieu
- Montréal
- Moussoulens
- Pezens
- Raissac-sur-Lampy
- Saint-Denis
- Saint-Martin-le-Vieil
- Sainte-Eulalie
- Saissac
- Verdun-en-Lauragais
- Villemagne
- Villeneuve-lès-Montréal
- Villesèquelande
- Villespy